# Польское логопедическое общество
Польское логопедическое общество (пол. Polskie Towarzystwo Logopedyczne) — польское научное общество, основанное в 1963 году.
Согласно Уставу, целью Общества является развитие логопедии как науки и профессии; создание условий, способствующих развитию научной, дидактической и общественной деятельности членов Общества, а также повышение их квалификации и профессиональной этики; сотрудничество с государственными и местными органами власти и другими учреждениями и организациями в области применения и развития логопедии; поддержание контактов с научными и профессиональными обществами с аналогичным профилем деятельности в Польше и за рубежом; организация тренингов, курсов и консультаций; разработка методов и стандартов логопедии; стимулирование, проведение и поддержка научных исследований; организация научных конференций, семинаров и съездов; распространение и популяризация логопедических знаний в форме лекций, публичных чтений, конкурсов и других образовательных мероприятий; проведение научно-исследовательских консультаций и экспертных заключений; ведение профильной издательской деятельности.
В состав Общества входят 15 территориальных филиалов.
Общество активно сотрудничает с международными научными организациями, является членом Международной ассоциации логопедов и фониатров (англ. International Association of Logopedics and Phoniatrics).
Председателем Общества является доктор наук, профессор университета Марии Склодовской-Кюри Jolanta Panasiuk.
Актуальная информация о деятельности Общества публикуется на сайте www.logopedia.umcs.lublin.pl.